# هانس یوردان
هانس یوردان (آلمانی: Hans Jordan؛ ۲۷ دسامبر ۱۸۹۲ – ۲۰ آوریل ۱۹۷۵) نظامی بلندپایه آلمانی در دوره رایش سوم بود که فرماندهی یگان‌های مختلفی را در جریان جنگ جهانی دوم بر عهده داشت.